# Фокин, Андрей Артурович
Андрей Артурович Фокин (род. 20 июня 1960) — советский и украинский химик, доктор химических наук, профессор, заведующий кафедрой органической химии и технологии органических веществ (ОХ и ТОР) ХТФ КПИ, член Национального совета Украины по вопросам развития науки и технологий.

## Биография
Является правнуком профессора С. А. Фокина, выпускник КПИ и химик-органик в четвёртом поколении. Окончил химико-технологический факультет (ХТФ) КПИ в 1982. В 1985 защитил кандидатскую диссертацию, а в 1995 и докторскую, выполнив на кафедре органической химии и технологии органических веществ. В 1996 становится профессором, с февраля 2009 заведует кафедрой. Сферой его научных интересов является органический синтез, активация и функционализация насыщенных углеводородов, химия лекарственных препаратов, компьютерная химия. Работал приглашённым профессором в университетах Миннесоты и Джорджии, а также Гёттингенском, Эрлангенском, Гисенском университетах. В последнее время в сотрудничестве с зарубежными исследователями занимается исследованиями органических соединений с целью их использования в наноэлектронике.